# 能登半島沖地震
能登半島沖地震（のとはんとうおきじしん）は、1993年（平成5年）2月7日22時27分に石川県の能登半島沖合で発生した地震である。この地震を、消防庁は能登半島沖地震、旧国土庁は能登沖地震と呼称した。

## 概要

### 本震
- 発生 : 1993年（平成5年）2月7日[1]22時27分43.7秒（JST）
- 震源
  - 震央 : 能登半島沖、北緯37度39.4分、東経137度17.8分
  - 震源の深さ : 約25km
  - 地震の種類 : 直下型地震
- 地震の規模
  - マグニチュード（M）6.6[1]
- 各地の震度（震度3以上を観測した地点）

| 震度 | 都道府県 | 観測所             |
| ---- | -------- | ------------------ |
| 5    | 石川県   | 輪島               |
| 4    | 石川県   | 金沢               |
| 4    | 富山県   | 富山・伏木（高岡） |
| 4    | 新潟県   | 高田（上越）       |
| 3    | 新潟県   | 新潟・相川         |
| 3    | 福井県   | 福井・敦賀         |
| 3    | 長野県   | 長野・諏訪         |
| 3    | 岐阜県   | 高山               |
| 3    | 愛知県   | 名古屋             |
| 3    | 滋賀県   | 彦根               |

### 津波
22時37分、気象庁は当時の津波予報区分で、6区（新潟県から能登半島の輪島までの沿岸）と、10区（能登半島の輪島の西から福井県までの沿岸）に津波注意報を発表し、22時41分には、5区（東北の日本海沿岸）にも津波注意報を発表した。6区と10区にあたる石川県輪島市において、最大26cmの津波を観測した後、23時30分に津波注意報は解除された。

### 余震
地震発生から3ヶ月程、震度1〜震度3の体に感じる余震が観測された。最大余震は、2月16日1時51分に発生したM5.0の地震で、新潟県上越市で震度3の揺れを観測した。

### 被害
この地震による被害は、震源地に近かった石川県珠洲市に集中し、被害総額は約42億円となった。主な被害は次の通りである。
- 負傷者 : 29名
- 住宅全壊 : 1棟[1]
- 住宅半壊 : 20棟
- 一部破損 : 1棟
- 道路被害 : 142箇所
  - 特に大きな被害箇所は石川県道28号大谷狼煙飯田線木ノ浦トンネルで一部が落盤し、全面通行止めを伴う補修工事には数ヶ月を要した。
- 水道断水 : 2355箇所
- その他被害 : 珠洲市正院町飯塚にある火宮神社が倒壊、さらに同市正院町正院にある須受八幡神社の鳥居も倒壊した。また観光名所である見附島も被害を受け、東側（島の後方）の一部が大きく崩落した。

## 類似の構造の地震
- 兵庫県南部地震
- 新潟県中越地震
- 新潟県中越沖地震
- 福岡県西方沖地震
- 昭和60年能登半島沖地震
- 平成19年能登半島地震
- 令和6年能登半島地震